# Норвезький Нобелівський комітет
Норвезький Нобелівський комітет (норв. Den norske Nobelkomité) щороку присуджує Нобелівську премію миру.
П'ятьох членів комітету призначає Стортинг, які не є політично та ідеологічно заангажованими.

## Історія

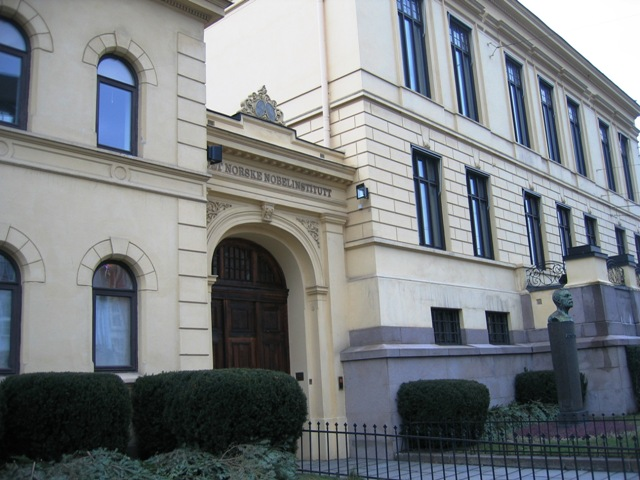
Норвезький Нобелівський комітет в Осло

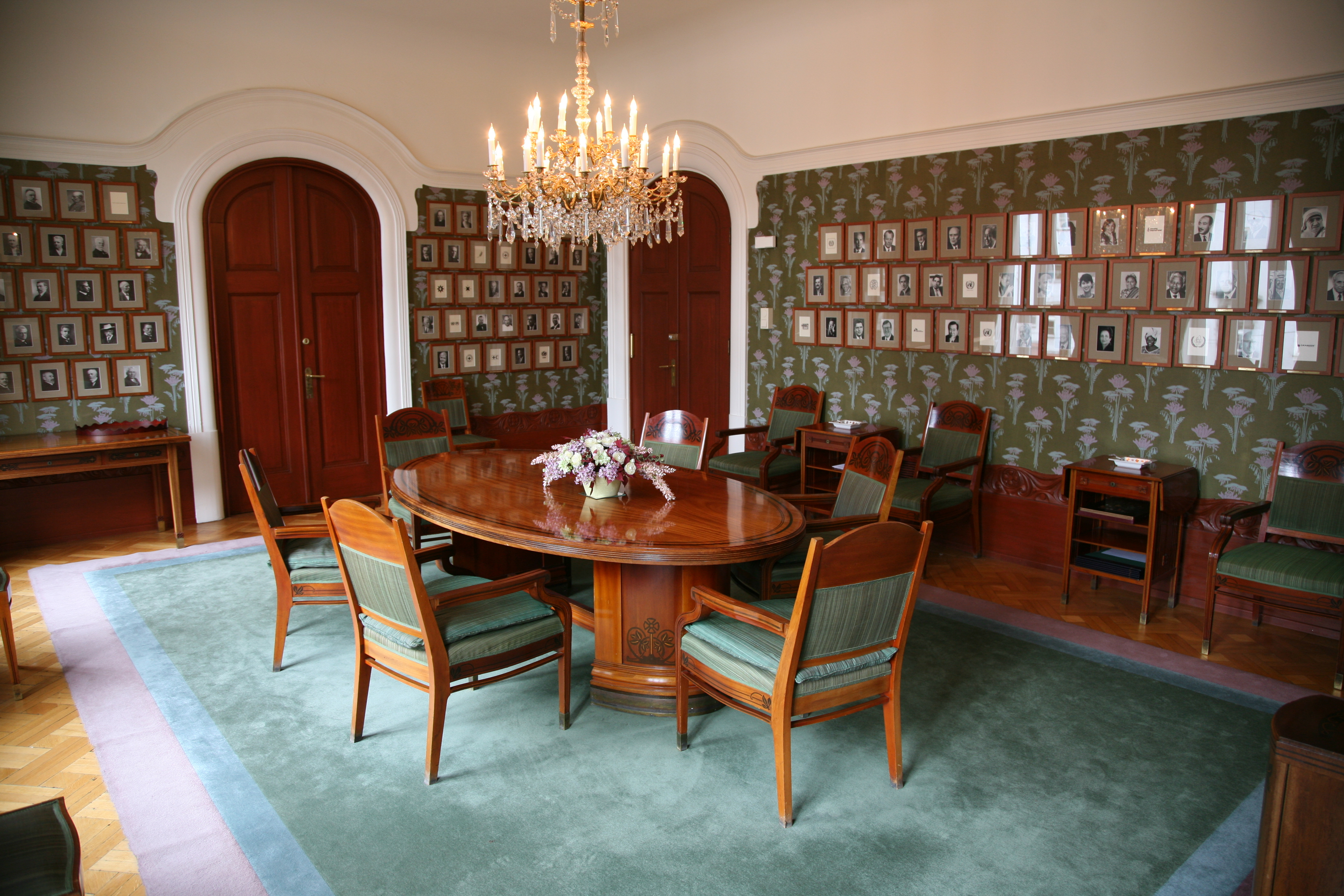
Норвезький Нобелівський комітет

Альфред Нобель помер в грудні 1896 року, та в січні 1897 року зміст його заповіту було відкрито. Його було написано в 1895 році. В його волі було прописано, що Нобелівську премію миру слід присуджувати тому, хто «... зробить найбільший, або найкращий внесок в дружні стосунки між націями; в скасування, або скорочення існуючих армій, та в проведення, або агітацію мирних з'їздів», і що частина спадкових грошей Нобеля повинна направлятись на цю премію. Фундація Нобеля управляє його активами. Інші Нобелівські премії мають присуджувати Шведські уповноважені органи, в той час, як відповідальність за Нобелівську Премію миру було покладено на Норвезький Парламент, точніше на 5 членів комітету, обраних ним. Повинно було бути створено новий орган — Норвезький Нобелівський комітет.
26 квітня 1897 року Стортинг узяв зобов'язання призначати Нобелівський комітет, та 5 серпня того ж року формалізував процедуру обрання та терміну служби членів комітету. Перша Нобелівська премія миру була присуджена у 1901 році Жану Анрі Дюнану та Фредеріку Пассі. На початку свого існування комітет складався з чинних депутатів Стортингу, щорічні звіти обговорювались на Парламентських сесіях. Ці щільні зв'язки з норвезьким парламентом були згодом послаблені, так що комітет став незалежнішим. Разом з цим в 1901 році було змінено назву комітету з Норвезького Нобелівського комітету на Нобелівський комітет Стортингу (норв. Det norske Stortings Nobelkomité), але у 1977 назву було змінено на попередню. Нині чинні депутати Стортингу не можуть мати членства в комітеті.
Однак комітет тепер складається головно з політиків. В кінці 1948 року система виборів була змінена, щоб зробити комітет пропорційнішим відповідно представлених партій у Стортингу. Ця система залишилась в силі, але була значно критикована. Були також пропозиції щодо включення не норвезьких членів до комітету, але цього досі не сталося.
На предмет визначення лауреатів з-поміж номінантів Норвезькому Нобелівському комітету допомагає Норвезький Нобелівський інститут, заснований у 1904 році. Директор інституту також обіймає посаду секретаря Норвезького Нобелівського комітету.

## Чинні члени комітету
1. Турбйорн Ягланд (Thorbjørn Johansen)
2. Касі Куллман Файв (Karin Cecilie «Kaci» Kullmann Five)
3. Сіссель Марі Ренбек (Sissel Marie Rønbeck)
4. Інгер-Марі Іттергорн (Inger-Marie Ytterhorn)
5. Оґот Валле (Ågot Valle)